# AMPERSAND ONE
《AMPERSAND ONE》 2023년 11월 15일 발매된 앰퍼샌드원의 데뷔 싱글이다.

## 앨범 소개
FNC엔터테인먼트 신인 보이그룹 앰퍼샌드원, 11월 15일 전격 데뷔! 첫 싱글 앨범 ‘AMPERSAND ONE’ 발매, 7인의 시작 그리고 첫걸음  FNC엔터테인먼트의 신인 보이 그룹 앰퍼샌드원(AMPERS&ONE)이 11월 15일 첫 번째 싱글 앨범 ‘AMPERSAND ONE’으로 전격 데뷔한다.  팀명 앰퍼샌드원은 ‘and’(앤드)를 나타내는 기호 ‘&’인 Ampersand(앰퍼샌드)와 너, 나, 우리 모두 하나라는 뜻의 ‘ONE’(원)의 합성어다. 하나, 하나, 하나가 모여 우리의 꿈을 이루고 하나가 된다는 의미를 내포하고 있다.  나캠든, 브라이언, 최지호, 윤시윤, 카이렐, 마카야, 김승모 총 7인의 멤버로 구성된 앰퍼샌드원은 다국적 보이 그룹이다. 각자 다른 문화와 환경에서 자라난 멤버들이 서로의 꿈을 이루며 성장해 새로운 하나가 된다는 서사를 그린다.  앰퍼샌드원은 음악을 통해 공감을 추구하고자 한다. 멤버들의 나이에 맞는 풋풋한 감성과 이들이 만들어 내는 이야기를 음악에 담아내 공감을 이끌어 낼 전망이다. 편하게 입는 캐주얼처럼 편안하게 스며드는 것이 매력적인 그룹이다.  11월 15일 발매되는 이들의 첫 번째 싱글 앨범 ‘AMPERSAND ONE’은 앰퍼샌드원의 시작점, 그리고 첫걸음을 담는다. 팀명이 곧 앨범명으로 구성됐으며 하나의 팀으로 도약하는 멤버들의 이야기가 세 가지 버전에 각각 담긴다.

## 수록곡
| 01 | On And On TITLE                         | On And On TITLE                                       | On And On TITLE |
| 01 | 한성호, Sooyoon, 이승협 (J.DON), 나캠든 | 한성호, 박수석, 이태현, Benjmn, Jacob Aaron (THE HUB) | 박수석, 이태현  |
| 02 | Sweet & Sour                            | Sweet & Sour                                          | Sweet & Sour    |
| 02 | 한성호, Sooyoon                         | 한성호, Moon Kim(Room01), Maxx Song, PIT300, Mattt    | Mattt           |
| 03 | Sheesh                                  | Sheesh                                                | Sheesh          |
| 03 | 한성호, Sooyoon                         | 한성호, 박수석, 서지은, Eric Bellinger                | 박수석, 서지은  |

## 음악 방송
| 날짜    | 방송사 | 프로그램      | 곡        |
| 1주차   |        |               |           |
| 11. 16. | Mnet   | 엠 카운트다운 | On And On |
| 11. 17. | KBS2   | 뮤직뱅크      | On And On |
| 11. 18. | MBC    | 쇼! 음악중심  | On And On |
| 11. 19. | SBS    | 인기가요      | On And On |
| 2주차   |        |               | On And On |
| 11. 24. | KBS2   | 뮤직뱅크      | On And On |
| 11. 25. | MBC    | 쇼! 음악중심  | On And On |
| 11. 26. | SBS    | 인기가요      | On And On |
| 3주차   |        |               | On And On |
| 12. 01. | KBS2   | 뮤직뱅크      | On And On |
| 12. 02. | MBC    | 쇼! 음악중심  | On And On |
| 12. 03. | SBS    | 인기가요      | On And On |

## 초동 판매량
| 날짜              | 일간 판매량 | 누적 판매량 | 비고                              |
| 11월 15일 (1일차) | 30,2**      | 30,2**      | 판매 시작                         |
| 11월 16일 (2일차) | 8,3**       | 38,6**      |                                   |
| 11월 17일 (3일차) | 16,2**      | 54,8**      |                                   |
| 11월 18일 (4일차) | 3,0**       | 57,9**      |                                   |
| 11월 19일 (5일차) | 1,8**       | 59,7**      |                                   |
| 11월 20일 (6일차) | 7**         | 60,5**      |                                   |
| 11월 21일 (7일차) | 1**         | 60,6**      |                                   |
| 초동 판매량       | 60,6**      | 60,6**      | 역대 보이그룹 데뷔 음반 초동 15위 |

## 여담
- 기존에는 2024년 초 데뷔 예정이었으나 모종의 이유로 2023년 11월로 앞당겨졌다.
- 데뷔일이 무려 2024학년도 대학수학능력시험 전날이다.